# 동구 (대전 선거구)
대전 동구는 대한민국의 국회의원 선거구이다. 대전광역시 동구 일대를 관할한다. 현 지역구 국회의원은 더불어민주당의 장철민이다.

## 역사
2000년 대한민국 제16대 국회의원 선거를 앞두고 동구 갑, 동구 을 선거구가 통합되면서 신설되었다.

## 관할 구역
| 대수  | 관할 구역 |
| ----- | --------- |
| 16대~ | 동구 일원 |

## 역대 국회의원
| 선거   | 정당 | 정당         | 의원   |
| ------ | ---- | ------------ | ------ |
| 2000년 |      | 자유민주연합 | 이양희 |
| 2004년 |      | 열린우리당   | 선병렬 |
| 2008년 |      | 자유선진당   | 임영호 |
| 2012년 |      | 새누리당     | 이장우 |
| 2016년 |      | 새누리당     | 이장우 |
| 2020년 |      | 더불어민주당 | 장철민 |
| 2024년 |      | 더불어민주당 | 장철민 |

## 역대 선거 결과

### 대한민국 제16대 국회의원 선거
|  | 39.57% |

|  | 31.16% |

|  | 22.04% |

|  | 5.36% |

|  | 1.84% |

### 대한민국 제17대 국회의원 선거
|  | 43.71% |

|  | 33.66% |

|  | 17.73% |

|  | 4.88% |

### 대한민국 제18대 국회의원 선거
|  | 49.79% |

|  | 24.99% |

|  | 21.51% |

|  | 2.55% |

|  | 1.13% |

### 대한민국 제19대 국회의원 선거
|  | 34.97% |

|  | 33.34% |

|  | 29.30% |

|  | 2.36% |

### 대한민국 제20대 국회의원 선거
|  | 44.05% |

|  | 37.36% |

|  | 17.10% |

|  | 1.47% |

### 대한민국 제21대 국회의원 선거
|  | 51.01% |

|  | 47.56% |

|  | 1.42% |

### 대한민국 제22대 국회의원 선거
|  | 53.32% |

|  | 45.01% |

|  | 1.65% |

## 같이 보기
- 대전광역시의 선거구
- 동구